# マルティン・デ・アスピルクエタ

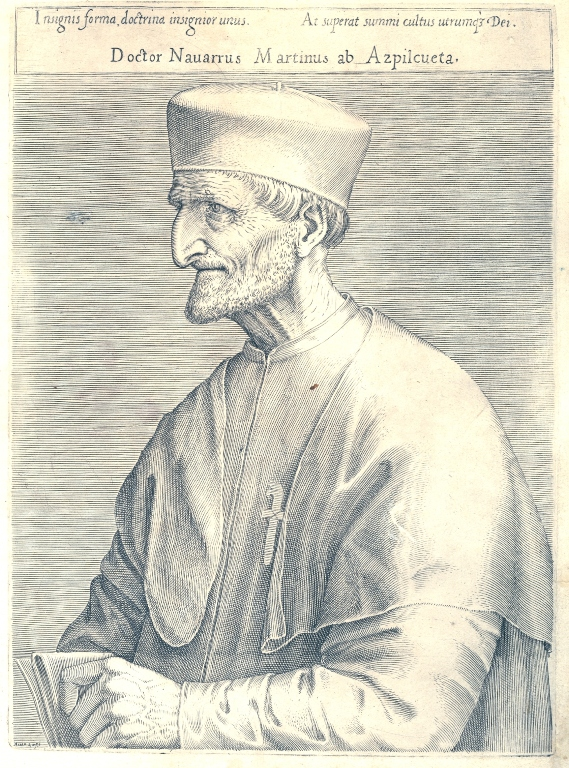
マルティン・デ・アスピルクエタ（ナバロ）

マルティン・デ・アスピルクエタ（スペイン語: Martín de Azpilcueta, Martín de Azpilicueta, バスク語: Martin Azpilikueta Jauregizar, 1493年5月13日 - 1586年6月21日）は、ルネサンス期スペインの神学者・哲学者・法学者である。アウグスチノ会士でサラマンカ学派に属する。「ナバラの博士」（Doctor Navarrus）と呼ばれたことから「マルティン・デ・アスピルクエタ・ナバロ」（あるいは単に「ナバロ」「ナバルス」）とも称する。

## 略歴
ナバラ王国のバラソアイン（Barásoain, バスク語: Barasoain）に生まれる。従兄弟にフランシスコ・ザビエルがいる。1524年から1538年にかけてトゥールーズ・サラマンカ・コインブラの各大学で教会法を教授、特にコインブラ大学では国王カルロス1世により総長に任命された。教皇ピウス5世・グレゴリウス13世・シクストゥス5世と親交を結び、教皇庁内赦院の顧問となった。1560年ローマに移り、その後死去までの26年間を過ごした。

## 業績
教会法の権威として名高く、『聴罪師と悔悛者の手引き』を著したほか、ドミンゴ・デ・ソトによって発展した16世紀サラマンカ学派の経済理論を継承発展させた。著書『徴利明解論』で「貨幣数量説」を展開し、新大陸からの金銀の流入により貨幣数量が増大してその価値が下落し物価騰貴が起こった、と価格革命のメカニズムを解明した（この学説は、一般に「数量貨幣説」の始祖とされているボダンよりも時期的に先行している）。また彼は、当時盛んであった貨幣取引（為替取引）に対して行われていた宗教上の非難から、この取引を弁護するために、後年「購買力平価説」といわれた理論を提唱した。

## 著作

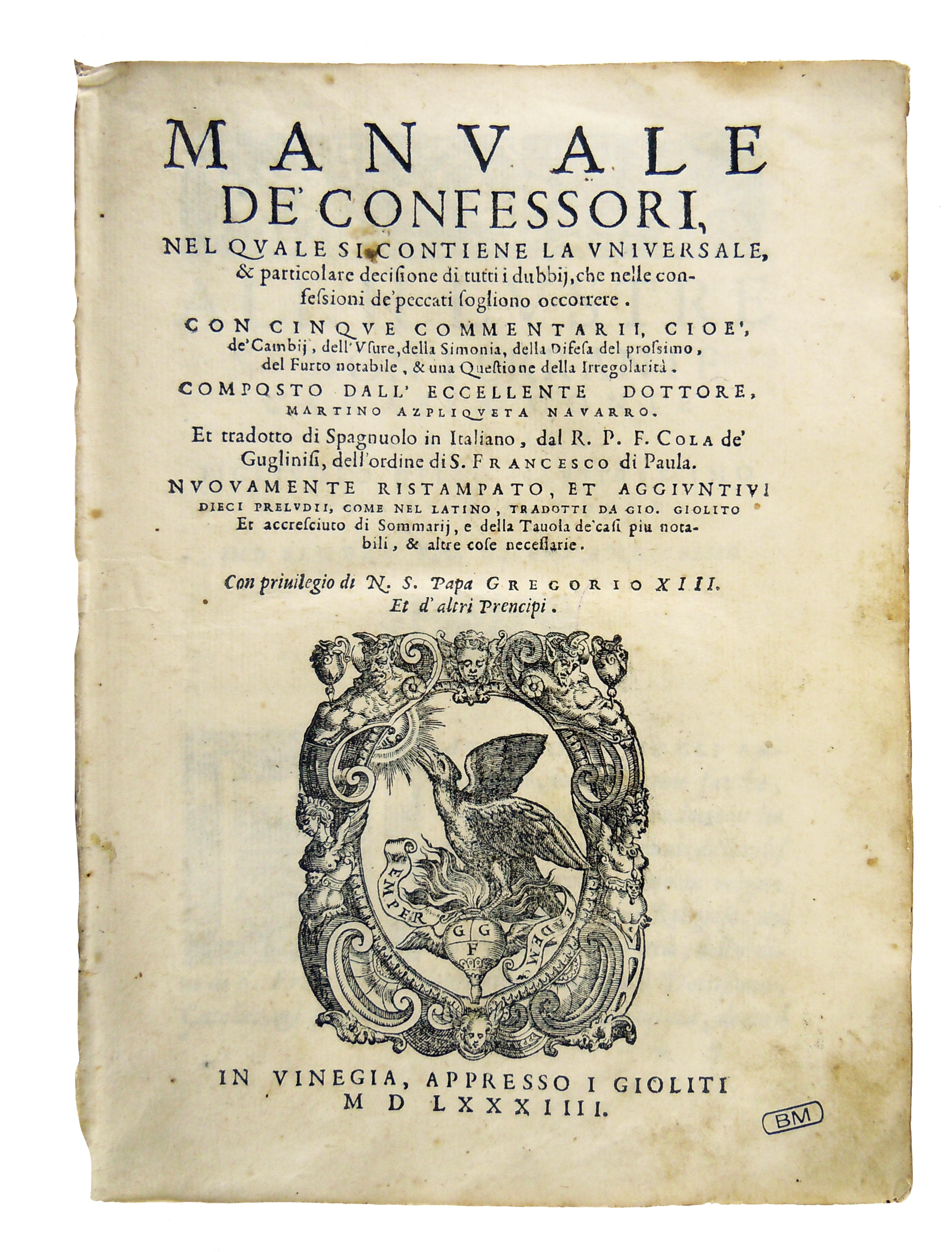
Manuale de' confessori, 1584 (Milano, Fondazione Mansutti).

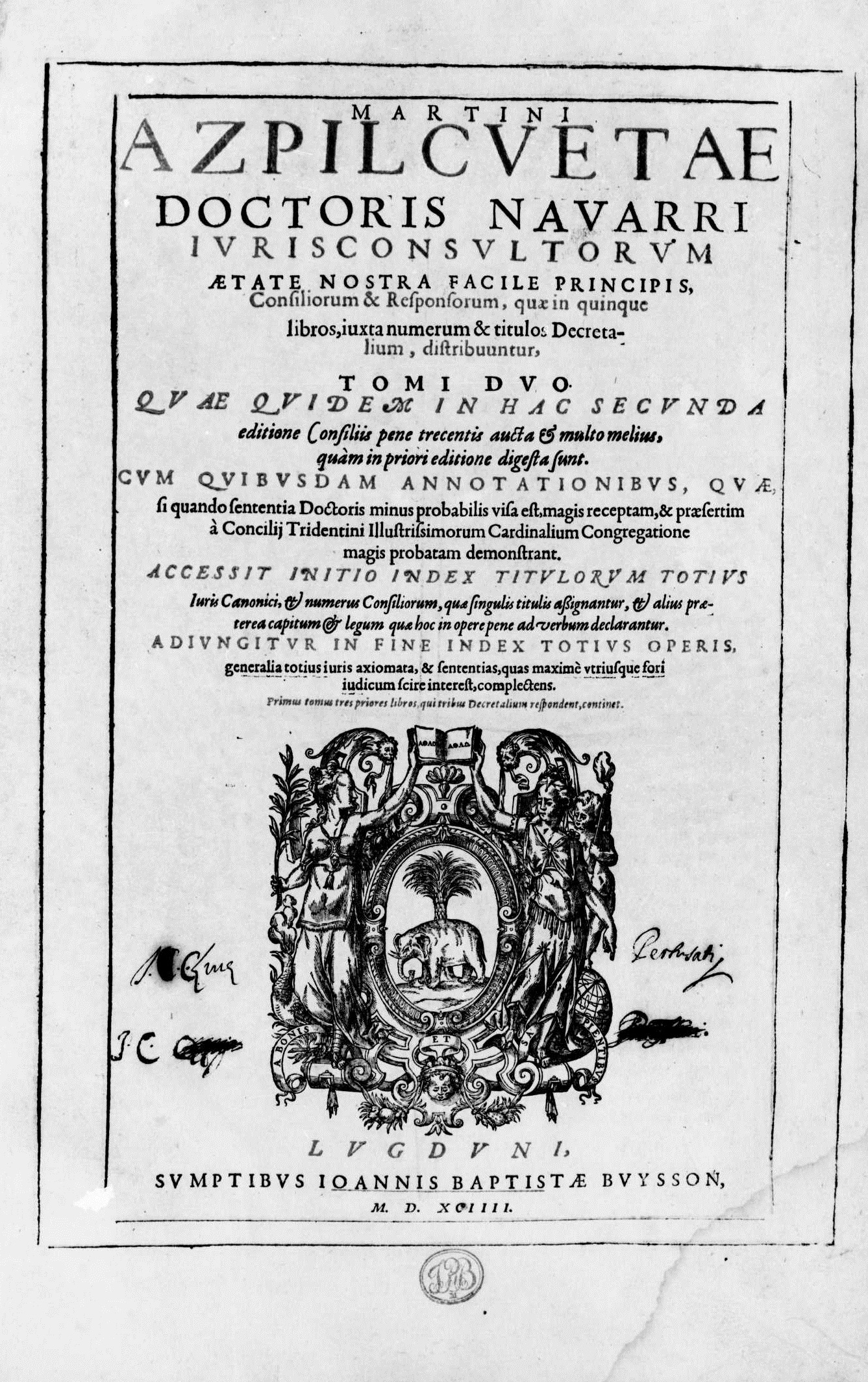
Consilia et responsa, 1594

- 『徴利明解論』（Comentario resolutorio de usuras） 1556年
- 『聴罪師と悔悛者の手引き』（Manuale sive Enchiridion confessariorum et paenitentium） 1588年